# Segunda División de Chile 1986
El Campeonato Nacional de Fútbol de Segunda División de 1986 fue el 35° torneo disputado de la segunda categoría del fútbol profesional chileno, con la participación de 24 equipos divididos en dos grupos de 12 equipos.
El torneo se disputó en su primera fase en dos grupos (Norte y Sur), clasificando los dos primeros de cada grupo, mas los dos mejores puntajes a una Liguilla de Ascenso, donde solo el primero obtendría el Ascenso a Primera División.
El campeón del torneo fue Lota Schwager de Coronel, que consiguió el ascenso a Primera División.

## Movimientos divisionales
| Pos | a Primera División 1986           |
| --- | --------------------------------- |
| 1º  | Trasandino de Los Andes (Campeón) |
| 2º  | Fernández Vial                    |

| Pos | desde Tercera División de Chile 1985 |
| --- | ------------------------------------ |
| 1º  | Ñublense                             |
| 2º  | Soinca Bata de Melipilla             |
| 3º  | Deportes Laja                        |

| Pos | Regresa a la Competencia. |
| --- | ------------------------- |
| 1º  | Deportes Temuco           |

| Pos | Descendido desde Primera División de Chile 1985     |
| --- | --------------------------------------------------- |
| 1º  | Deportes Arica                                      |
| 2º  | O'Higgins                                           |
| 3º  | Unión La Calera descendido en Apertura 1986         |
| 4º  | Trasandino de Los Andes descendido en Apertura 1986 |

| Pos | Descendido a Tercera División de Chile 1986  |
| --- | -------------------------------------------- |
| 1º  | Deportes Victoria                            |
| 2º  | Super Lo Miranda descendido en Apertura 1986 |

## Equipos participantes
| Equipo                | Ciudad       |
| --------------------- | ------------ |
| Cobreandino           | Los Andes    |
| Coquimbo Unido        | Coquimbo     |
| Curicó Unido          | Curicó       |
| Deportes Antofagasta  | Antofagasta  |
| Deportes Arica        | Arica        |
| Deportes Laja         | Laja         |
| Deportes La Serena    | La Serena    |
| Deportes Linares      | Linares      |
| Deportes Ovalle       | Ovalle       |
| Deportes Puerto Montt | Puerto Montt |
| Deportes Temuco       | Temuco       |
| Deportes Valdivia     | Valdivia     |
| Iberia                | Los Ángeles  |
| Lota Schwager         | Coronel      |
| Malleco Unido         | Angol        |
| Ñublense              | Chillán      |
| O'Higgins             | Rancagua     |
| Provincial Osorno     | Osorno       |
| Quintero Unido        | Quintero     |
| Regional Atacama      | Copiapó      |
| Santiago Wanderers    | Valparaíso   |
| Soinca Bata           | Melipilla    |
| Unión La Calera       | La Calera    |
| Unión Santa Cruz      | Santa Cruz   |

## Tablas finales
- Por haber vencido en el Campeonato de Apertura de la Segunda División de Chile 1986, O'Higgins de Rancagua se vio bonificado con dos unidades, Así mismo Santiago Wanderers (Subcampeón), Malleco Unido y Coquimbo Unido (Semifinalistas) partierón con un punto de bonificación.

### Zona Norte
| Pos | Equipo               | PJ | PG | PE | PP | GF | GC | Dif | Pts |
| --- | -------------------- | -- | -- | -- | -- | -- | -- | --- | --- |
| 1   | O'Higgins            | 22 | 11 | 7  | 4  | 45 | 29 | 16  | 31  |
| 2   | Cobreandino          | 22 | 13 | 5  | 4  | 42 | 28 | 14  | 31  |
| 3   | Deportes Arica       | 22 | 10 | 8  | 4  | 40 | 19 | 21  | 28  |
| 4   | Coquimbo Unido       | 22 | 8  | 11 | 3  | 25 | 13 | 12  | 28  |
| 5   | Regional Atacama     | 22 | 11 | 6  | 5  | 34 | 26 | 8   | 28  |
| 6   | Santiago Wanderers   | 22 | 8  | 7  | 7  | 29 | 26 | 3   | 24  |
| 7   | Deportes Antofagasta | 22 | 5  | 13 | 4  | 23 | 25 | -2  | 23  |
| 8   | Quintero Unido       | 22 | 6  | 6  | 10 | 25 | 35 | -10 | 18  |
| 9   | Deportes La Serena   | 22 | 4  | 8  | 10 | 20 | 25 | -5  | 16  |
| 10  | Deportes Ovalle      | 22 | 3  | 9  | 10 | 23 | 36 | -13 | 15  |
| 11  | Soinca Bata          | 22 | 1  | 11 | 10 | 18 | 38 | -20 | 13  |
| 12  | Unión La Calera      | 22 | 3  | 7  | 12 | 19 | 43 | -24 | 13  |

|  | Clasifica a Liguilla Ascenso. |

- No Hubo Descenso a Tercera División.

### Zona Sur
| Pos | Equipo                | PJ | PG | PE | PP | GF | GC | Dif | Pts |
| --- | --------------------- | -- | -- | -- | -- | -- | -- | --- | --- |
| 1   | Lota Schwager         | 22 | 12 | 8  | 2  | 31 | 14 | 17  | 32  |
| 2   | Malleco Unido         | 22 | 10 | 8  | 4  | 29 | 23 | 6   | 29  |
| 3   | Curicó Unido          | 22 | 8  | 11 | 3  | 32 | 23 | 9   | 27  |
| 4   | Deportes Valdivia     | 22 | 6  | 12 | 4  | 20 | 19 | 1   | 24  |
| 5   | Deportes Temuco       | 22 | 9  | 6  | 7  | 28 | 30 | -2  | 24  |
| 6   | Deportes Laja         | 22 | 7  | 8  | 7  | 26 | 25 | 1   | 22  |
| 7   | Deportes Linares      | 22 | 5  | 9  | 8  | 24 | 27 | -3  | 19  |
| 8   | Iberia Biobío         | 22 | 7  | 5  | 10 | 20 | 23 | -3  | 19  |
| 9   | Unión Santa Cruz      | 22 | 5  | 8  | 9  | 24 | 33 | -9  | 18  |
| 10  | Provincial Osorno     | 22 | 6  | 6  | 10 | 20 | 30 | -10 | 18  |
| 11  | Deportes Puerto Montt | 22 | 5  | 7  | 10 | 22 | 27 | -5  | 17  |
| 12  | Ñublense              | 22 | 5  | 6  | 11 | 24 | 26 | -2  | 16  |

|  | Clasifica a Liguilla Ascenso. |

- No Hubo Descenso a Tercera División.

### Liguilla Final Ascenso
| Pos | Equipo         | PJ | PG | PE | PP | GF | GC | Dif | Pts |
| --- | -------------- | -- | -- | -- | -- | -- | -- | --- | --- |
| 1   | Lota Schwager  | 10 | 5  | 4  | 1  | 14 | 11 | 3   | 14  |
| 2   | Coquimbo Unido | 10 | 4  | 3  | 3  | 16 | 11 | 5   | 11  |
| 3   | O'Higgins      | 10 | 4  | 3  | 3  | 19 | 15 | 4   | 11  |
| 4   | Cobreandino    | 10 | 4  | 2  | 4  | 24 | 18 | 6   | 10  |
| 5   | Deportes Arica | 10 | 3  | 3  | 4  | 18 | 21 | -3  | 9   |
| 6   | Malleco Unido  | 10 | 2  | 1  | 7  | 13 | 28 | -15 | 5   |

| Bandera de Chile            |
| Campeón Lota Schwager       |
| Asciende a Primera División |